# Лямбда Весов
Лямбда Весов (λ Весов, Lambda Librae, λ Librae, сокращ. Lambda Lib, λ Lib) — кратная звезда в зодиакальном созвездии Весов. Лямбда Весов находится почти на эклиптике, поэтому она может покрываться Луной и (редко) планетами.
Лямбда Весов имеет видимую звёздную величину +5,03m, и, согласно шкале Бортля, видна невооружённым глазом на засвеченном пригородном небе (англ. Bright suburban sky). Из измерений параллакса, полученных во время миссии Gaia, известно, что звезда удалена примерно на 381 св. лет (116 пк) от Земли. На таком расстоянии видимая звёздная величина этой системы уменьшается из-за межзвёздного поглощения межзвёздной пылью на величину 0,22m. Звезда наблюдается южнее 70° с. ш., то есть звезда видна южнее островов Тромс, Вайгач, полуострова Ямал и острова Баффинова Земля. Лучшее время для наблюдения — май.
Лямбда Весов движется довольно медленно относительно Солнца: её радиальная гелиоцентрическая скорость равна 6 км/с, что составляет 60 % скорости местных звёзд Галактического диска, а также это значит, что звезда удаляется от Солнца. Звезда приближалась к Солнцу на расстояние 360,59 св. лет 0,938 млн. лет назад, когда она увеличивала свою яркость на 0,12m до величины 4,91m (то есть звезда светила примерно как Пси1 Возничего светят сейчас). По небосводу звезда движется на юго-запад, проходя по небесной сфере со 0,0286 угловых секунд в год.
Средняя пространственная скорость Лямбда Весов имеет компоненты (U, V, W)=(-1.3, −13.6, −6.7), что означает U=−1,3 км/с (движется по направлению от галактического центра), V=−13,6 км/с (движется против направлении галактического вращения) и W=−6,7 км/с (движется в направлении южного галактического полюса).
Лямбда Весов (латинизированный вариант лат. Lambda Librae) является обозначением Байера, данным им звезде в 1603 году. Хотя звезда имеет обозначение λ (Лямбда — 11-я буква греческого алфавита), однако, сама звезда — 17-я по яркости в созвездии. 45 Весов (латинизированный вариант лат. 45 Librae) является обозначением Флемстида.

## Свойства кратной системы
| Параметр       |      | Значение   | Значение            | Значение            | Значение |
| Параметр       | 1987 | 1990       | 1999                |                     |          |
| -------------- | ---- | ---------- | ------------------- | ------------------- | -------- |
| Период         | P    | 14,4829 д. | 14,4829 ± 0,0004 д. | 12,4619 ± 0,0005 д. |          |
| Эксцентриситет | e    | 0.27       | 0.27                | 0.40±0.03           |          |

Лямбда Весов Aa и Ab являются очень узкой парой спектрально-двойных звёзд, в который компоненты отдалены друг от друга на угловое расстояние в 1,610 mas, что соответствует большой полуоси орбиты между компаньонами, по крайней мере, 0,18412 а.е. и периоду обращения равному 14,4829 дн., то есть звезда находится на расстоянии 39,59 {\displaystyle R_{\bigodot }} (для сравнения радиус орбиты Меркурия равен 0,39 а.е. и период обращения равен 87,969 дн). У орбиты весьма большой эксцентриситет, который равен 0,27. Таким образом, в процессе вращения друг вокруг друга звёзды, то сближаются на расстояние 0,13 а.е. (28,9 {\displaystyle R_{\bigodot }}), то удаляются на расстояние 0,23 а.е. (50,28 {\displaystyle R_{\bigodot }}).
Звезда слегка переменная: во время наблюдений яркость звезды меняется на 0,02m, колеблясь вокруг значения 5,03m, без какой-либо периодичности (скорее всего у звезды или звёзд несколько периодов), тип переменной определён как эллипсоидальная переменная. Причём звёзды расположены так близко, что Лямбда Весов Aa и Лямбда Весов Ab «делают» свои спутники эллипсоидальными звёздами, заставляя их вытягиваться в свою сторону.
Возраст звезды Лямбда Весов определён, как 282 млн. лет, также известно, что звёзды с массой 3,67 {\displaystyle M_{\bigodot }} живут на главной последовательности порядка 0,262 млрд. лет, то таким обозом Лямбда Весов Aa уже скоро, через несколько десятков миллионов лет, станет красным гигантом, а затем, сбросив внешние оболочки, станет белым карликом. При чём в этой фазе своего существования она, наверняка, поглотит Лямбда Весов Ab, возможно, произведя вспышку, подобную новой звезде.
Есть свидетельства, что в системе присутствует третий компонент, о котором ничего не известно. Система является источником рентгеновского излучения, а сама звезда является возможным членом OB-ассоциации Скорпиона — Центавра.

### Свойства компонента Aa
Лямбда Весов Aa, судя по её массе, которая вычеслена по законам Кеплера и равна 3,67 {\displaystyle M_{\bigodot }} родилась как карлик спектрального класса B8V. Тогда её радиус был порядка 3,0 {\displaystyle R_{\bigodot }}, а эффективной температуре около 11 400 К, но затем в процессе эволюции звезда несколько увеличила свой радиус и остыла. Также это указывает на то, что водород в ядре звезды служит ядерным «топливом», то есть звезда находится на главной последовательности, однако звезда, по-видимому, собирается отказаться от своего водородного «горения» в ядре, если это ещё не произошло. Звезда излучает энергию со своей внешней атмосферы при эффективной температуре около 9455 К, что придаёт ей характерный бело-голубой цвет. Её светимость равна 743 {\displaystyle L_{\bigodot }}, хотя по закону Стефана-Больцмана, её светимость составляет 109 {\displaystyle L_{\bigodot }}, что также может указывать на завершение звёздной эволюции и переходу к стадии субгиганта.
В связи с высокой светимостью звезды её радиус может быть измерен непосредственно, и первая такая попытка была сделана в 1972 году, а поскольку звезда двойная то скорее всего измерялся радиус самого яркого компонента. Данные об этом измерении приведены в таблице:
| Год  | m    | Спектр | D (mas) | Rабс ({\displaystyle R_{\bigodot }}) | Комм.  |
| 1972 | 5,02 | B3V    | 0,22    | 3,9                                  | [ 25 ] |
| 1979 | 5,03 | B2.5V  | 0,21    | 3,2                                  | [ 26 ] |

Eё радиус в настоящее время, оценивается в 3,9 {\displaystyle R_{\bigodot }}.
Зная массу и радиус звезды можно вычислить, что звезда имеет поверхностную гравитацию характерную для карликовой звезды/субгиганта —3,84 СГС или 69,2 м/с², что составляет 25 % от солнечного значения (274,0 м/с²).
Лямбда Весов Aa имеет металличность существенно меньшую по сравнению Солнцем и равную −0,27, то есть 54 % от солнечного значения, что позволяет предположить, что звезда «пришла» из других областей Галактики, где было дольно много металлов, и рождено в молекулярном облаке благодаря менее плотному звёздному населению и меньшему количеству сверхновых звёзд. Лямбда Весов Aa вращяется со скоростью в 77,5 раз больше солнечной и равной 155 км/с, что даёт период вращения звезды, по крайней мере, — 1,3 дней.
Также она бедная гелием пекулярная звезда. Она является потенциальной Вега-подобной звездой и это означает, что она показывает избыток инфракрасного излучения характерный для остаточного диска.

### Свойства компонента Ab
Лямбда Весов Ab, судя по её массе, которая вычмслена по законам Кеплера и равна 2,04, родилась как карлик спектрального класса A3V (то есть звезда будет напоминать по характеристикам Фомальгаут), что указывает на то, что водород в ядре звезды служит ядерным «топливом», то есть звезда находится на главной последовательности. Звезда излучает энергию со своей внешней атмосферы при эффективной температуре около 8000 К, что придаёт ей характерный бело-жёлтый цвет звезды спектрального класса A. Радиус подобных звёзд оценивается в 2 {\displaystyle R_{\bigodot }}. Зная радиус и температуру звезды и используя закон Стефана-Больцмана, можно узнать, что светимость звезды, равна 14,7 {\displaystyle L_{\bigodot }}. Абсолютная звёздная величина подобных звёзд равна 1,7m, таким образом, видимая звёздная величина на расстоянии 381 св. лет составит порядка 6,95m, однако видна она не будет поскольку её свет будет полностью затмевается её спутником.